# شب، داخلی، دیوار
شب، داخلی، دیوار (به انگلیسی: Beyond the Wall) یک فیلم درام ایرانی به نویسندگی و کارگردانی وحید جلیلوند و تهیه‌کنندگی علی جلیلوند در سال ۲۰۲۲ است. نوید محمدزاده، دایانا حبیبی و امیر آقایی از بازیگران اصلی این فیلم هستند.
این فیلم نامزد شیر طلایی هفتاد و نهمین دوره جشنواره بین‌المللی فیلم ونیز شد و برای نخستین بار در ۸ سپتامبر ۲۰۲۲ به نمایش گذاشته شد.

## داستان
اقدامِ خودکشیِ یک فرد نابینا به نام علی (نوید محمدزاده) توسط سرایدار خانه‌اش متوقف می‌شود؛ او بعداً به علی اطلاعاتی دربارهٔ زنی فراری به نام لیلا (دایانا حبیبی) می‌دهد که از دست مأموران اطلاعاتی فرار کرده و احتمالاً در جایی در ساختمان او پنهان شده‌است. لیلا که از صرع شدید رنج می‌برد و در حالت هیستریک فزاینده‌ای قرار دارد، بدون اطلاع علی، به خانهٔ او پناه برده‌است. با این‌حال علی پس از کشف او متوجه می‌شود که لیلا یک مادر مجرد است و اخیراً در جریان اعتراضات در خارج از محل کارش—در یک کارخانه با دستمزدی ناچیز—شرکت داشته و در پی آن دستگیر شده‌است‌؛ او در این جریان به اجبار از پسر چهار سالهٔ خود جدا شده و در جستجوی اوست. لیلا و علی اکنون در فضایی محدود گرفتار شده‌اند و تنها یکدیگر را برای بقا دارند.

## بازیگران
- نوید محمدزاده در نقش علی[۸]
- دایانا حبیبی در نقش لیلا
- امیر آقایی در نقش دکتر
- علیرضا کمالی در نقش مامور

## تولید

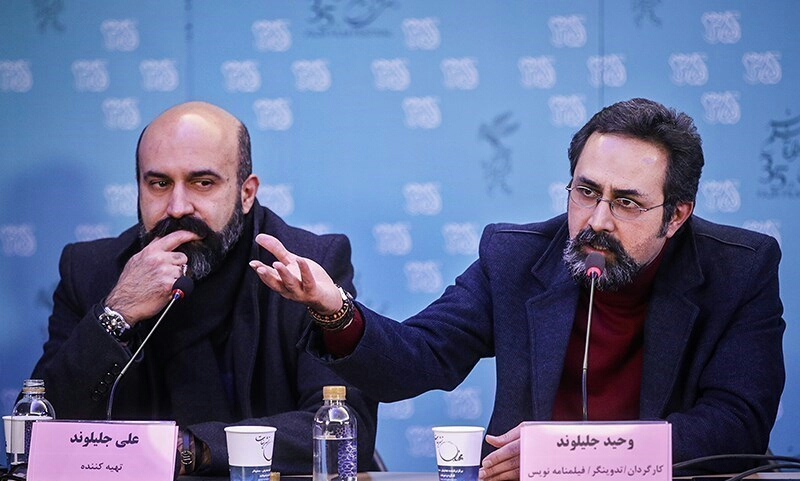
چپ به راست: برادران علی و وحید جلیلوند (۲۰۱۷)

شب، داخلی، دیوار سومین فیلم سینمایی بلند وحید جلیلوند است که فیلمنامهٔ آن را نیز نوشته‌است. برادرش علی به عنوان تهیه‌کننده فعالیت می‌کند. جلیلوند نقش‌های اصلی را به نوید محمدزاده و امیر آقایی که پیش از این در دو فیلم بلند قبلی او چهارشنبه ۱۹ اردیبهشت (۲۰۱۵) و بدون تاریخ، بدون امضاء (۲۰۱۷) ظاهر شده‌بودند، اختصاص داد. دایانا حبیبی هنرپیشهٔ تئاتر، نقش اصلی زن را به تصویر می‌کشد.
گفته می‌شود ساخت این فیلم حداقل دو سال طول کشیده‌است، و تصویربرداری در پی ابتلای محمدزاده، بازیگر نقش اول، به کووید ۱۹ زمانی متوقف شده‌بود.

## انتشار
شب، داخلی، دیوار برای نخستین بار با عنوان بین‌المللیِ «Beyond the Wall» در هفتاد و نهمین دوره جشنواره بین‌المللی فیلم ونیز در ۸ سپتامبر ۲۰۲۲ نمایش داده شد.
همانند فیلم برادران لیلا از سعید روستایی در جشنواره کن با بازی نوید محمدزاده، فیلم جلیلوند نیز از مقامات ایرانی مجوز دریافت نکرده‌است. شرکت آلمانی مَچ فکتوری در ژوئیهٔ ۲۰۲۲ حقوق بین‌المللی فیلم را تضمین کرد.
نسخهٔ لورفتهٔ شب، داخلی، دیوار در بهمن ۱۴۰۲ منتشر شد. برادران جلیلوند در بیانیه‌ای اعلام کردند:
این رسوایی و بی‌آبرویی شماست که مردم ما را از ساخته شدن و دیدن فیلم‌هایی که ظلم شما را برنمی‌تابند، محروم کرده‌اید.

آن روز که گفتید باید فیلم «شب، داخلی، دیوار» را به تیغ سانسور شما بدهیم تا بتواند در فستیوال‌های خارجی رقابت کند یا اکران شود، تن به این کار ندادیم؛ چرا که معتقد بودیم حق ما است که آزادانه بسازیم و نمایش دهیم و همچنین حق مخاطب است که خودش با هر اثری مواجه شده و دیگرانی قیم‌مابانه برایش تصمیم نگیرند… گرچه معتقدیم هیچ اثر فرهنگی هنری نباید بدون رعایت حقوق مؤلف در دسترس عموم قرار گیرد، اما چون به خوبی می‌دانیم که ریشه‌های این اتفاق کجاست، لذا فیلم خود را تقدیم همه تماشاگران آن می‌کنیم و امیدواریم آنچه در این اثر و لایه‌های مختلف آن روایت شد، نقش روشنگرانه خود را ایفا کند.— برادران جلیلوند، 

## بازخورد
در وبگاه جمع‌آوری نقد راتن تومیتوز، ٪۵۰ از ۶ بررسی منتقدان مثبت است و میانگینِ امتیاز آن ۴٬۵۰/۱۰ است.

### جوایز و نامزدی‌ها
شب، داخلی، دیوار برای رقابت اصلی در هفتاد و نهمین دوره جشنواره بین‌المللی فیلم ونیز انتخاب شد. وحید جلیلوند با این فیلم برای نخستین بار برای دریافت شیر طلایی، جایزهٔ اصلی این جشنواره به رقابت پرداخت.
| جشنواره                   | تاریخ مراسم              | جایزه           | دریافت‌کننده   | نتیجه    | منبع   |
| ------------------------- | ------------------------ | --------------- | ------------- | -------- | ------ |
| جشنواره فیلم ونیز         | ۳۱ اوت — ۱۰ سپتامبر ۲۰۲۲ | شیر طلایی       | وحید جلیلوند  | نامزدشده | [ ۱۰ ] |
| جوایز اسکرین آسیا پاسیفیک | ۱۱ نوامبر ۲۰۲۲           | بهترین فیلم‌نامه | وحید جلیلوند  | نامزدشده | [ ۱۳ ] |
| جوایز اسکرین آسیا پاسیفیک | ۱۱ نوامبر ۲۰۲۲           | بهترین اجرا     | نوید محمدزاده | نامزدشده | [ ۱۳ ] |